# Steak Diane
Le steak Diane est une spécialité britannique constitué d'un steak attendri arrosé d'une sauce mélangeant beurre, fond, moutarde, ciboulette (ou échalotes) et sauce Worcestershire, l’ensemble étant flambé à l'aide d'un spiritueux (généralement un cognac). Mets recherché aux Royaume-Uni durant l'après-guerre et en particulier à Londres, sa popularité décline à partir des années 1970.